# Anisogomphus solitaris
Anisogomphus solitaris é uma espécie de libelinha da família Gomphidae.
É endémica do Sri Lanka.
Os seus habitats naturais são: rios.
Está ameaçada por perda de habitat.